# Гордана Јовановић (сликарка)
Гордана Јовановић (Београд, 31. август 1912. — 1997.) била је српска сликарка и ликовни педагог.

## Биографија
Гордана Јовановић је 1937. завршила Уметничку школу у Београду у класи професорке Бете Вукановић. Први пут је излагала 1936. у Београду, а самостално (са Светоликом Лукићем) 1956. у Београду.  Била је чланица удружења Лада од 1955.
Од 1938. до 1941. Јовановић је радила као наставница цртања у Крагујевцу, истовремено у Учитељској школи и гимназији. Други светски рат и окупацију провела је у Београду. Од 1955. до 1967. радила у школама као наставник ликовног васпитања. Радила је неко време као рестауратор у Музеју града Београда.

## Награде
- Орден рада Трећег реда (1955);
- Награда "Доситеј Обрадовић" за значајна достигнућа у области просветно-педагошког рада (1965);
- Награда Музеја града Београда (1973);
- Повеља града Бања Луке (1974).

## Уметничко дело
Гордана Јовановић је сликала углавном пределе и мртве природе у духу поетског реализма, са снажним осећањем за сликарску материју.